# Welt der Wunder (Lied)
Welt der Wunder ist ein Lied des deutschen Rappers Marteria aus dem Jahr 2014, das als Singleauskopplung seines sechsten Studioalbums Zum Glück in die Zukunft II erschien.

## Entstehung und Veröffentlichung
Das Lied wurde vom Interpreten selbst, gemeinsam mit Mario Wesser und dem Produzenten-Trio The Krauts (bestehend aus Dirk Berger, David Conen und Vincent von Schlippenbach), geschrieben beziehungsweise komponiert. Das Produzenten-Trio zeichnete darüber hinaus für die Produktion verantwortlich.
Die Erstveröffentlichung von Welt der Wunder erfolgte als Teil von Marterias sechsten Studioalbums Zum Glück in die Zukunft II am 31. Januar 2014. Am 23. Mai 2014 erschien das Lied erstmals als Single.

## Inhalt
Saskia Nothofer von n-tv sieht die Hauptaussage des Textes darin, dass die individuelle menschliche Existenz für den Musiker nur einen unbedeutenden Teil des gesamten Seins dargestellt – das Universum dagegen ein noch immer unbegreifliches und unerklärbares System ist und sich der Mensch somit ständig auf der Suche nach Erklärungen befindet. Das Leben ist mehr als reines Vergnügen, der Sinn trotzdem noch lange nicht gefunden.
Auch die Chaostheorie wird im Refrain thematisiert; die Tatsache, dass genau das die Eizelle befruchtende Spermium den Menschen zu dem macht, was er ist, als Wunder bezeichnet.

„Denn wir leben auf einem blauen Planet

Der sich um einen Feuerball dreht

Mit 'nem Mond der die Meere bewegt.

Und du glaubst nicht an Wunder.“

## Musikvideo
Das Musikvideo zu Welt der Wunder entstand im Rahmen der Weltreise von Marteria zusammen mit dem Fotografen Paul Ripke, der das Video auch drehte. Es zeigt Marteria u. a. in Bangkok, Lukla, Mexiko-Stadt und der Atacama-Wüste.

## Rezeption

### Chartplatzierungen
| ChartsChartplatzierungen | Höchstplatzierung | Wochen |
| ------------------------ | ----------------- | ------ |
| Deutschland (GfK)        | 75 (5 Wo.)        | 5      |

### Auszeichnungen für Musikverkäufe
| Land/Region        | Auszeichnungen für Musikverkäufe (Land/Region, Auszeichnung, Verkäufe) | Verkäufe |
| ------------------ | ---------------------------------------------------------------------- | -------- |
| Deutschland (BVMI) | Gold                                                                   | 150.000  |
| Insgesamt          | 1× Gold ·                                                              | 150.000  |